# Fotios Papulis
Fotios „Fotis” Papulis (gr. Φώτης Παπουλής) (ur. 22 stycznia 1985 w Atenach) – cypryjski piłkarz, występujący na pozycji pomocnika. Obecnie jest zawodnikiem klubu Omonia Nikozja.

## Kariera klubowa
Papulis rozpoczął piłkarską karierę w klubie Acharnaikos FC w greckiej Futbol Liuk. Okazja do debiutu w najwyższej klasie rozgrywkowej pojawiła się w styczniu 2010 roku, kiedy to podpisał kontrakt z zespołem Panthrakikos. W trakcie rundy wiosennej sezonu 2009/10 wystąpił w 12 spotkaniach, 3-krotnie wpisując się na listę strzelców, jednak pomimo tego jego zespół spadł z ligi. W kolejnym sezonie w trakcie zimowego okna transferowego przeszedł do innego zespołu Futbol Liuk - OFI Kreta z którym udało mu się wywalczyć awans do Superleague Ellada. Na kolejny sezon pozostał w klubie z Krety, a zespołowi udało się utrzymać jako beniaminek w najwyższej klasie rozgrywkowej, a Fotis był jednym z wyróżniających się zawodników. Raz został wybrany najlepszym zawodnikiem kolejki, a na koniec sezonu znalazł się także wśród 18 najlepszych zawodników sezonu. Przed sezonem 2012/13 podpisał roczny kontrakt z zespołem Apollonu Limassol. Już w pierwszym sezonie wywalczył z drużyną Puchar Cypru dzięki czemu Apollon zakwalifikował się do europejskich pucharów. Osiągnięcie to udało się powtórzyć jeszcze w latach 2015/2016 oraz 2016/2017. Dodatkowo w roku 2016 Papulis ze swoją drużyną sięgnął po Superpuchar Cypru. W 2020 roku po 8 latach występów w Apollonie przeszedł do Omonii Nikozja.

## Kariera reprezentacyjna
W 2018 roku po wielu latach pobytu i występów na Cyprze, urodzony w Grecji piłkarz, otrzymał cypryjskie obywatelstwo. W kadrze zadebiutował 6 września 2018 roku w meczu przeciwko Norwegii. Nieco ponad miesiąc później w meczu Ligi Narodów przeciwko Słowenii zdobył pierwszą bramkę w reprezentacji Cypru.

## Statystyki
| Sezon              | Klub               | Klasa rozgrywkowa         | Liga    | Liga  | Puchar krajowy | Puchar krajowy | Europejskie puchary | Europejskie puchary | Łącznie | Łącznie |
| Sezon              | Klub               | Klasa rozgrywkowa         | występy | goale | występy        | goale          | występy             | goale               | występy | goale   |
| 2009/10            | Pyrsos Grewena     | Gamma Ethniki             | 19      | 3     | 0              | 0              | 0                   | 0                   | 19      | 3       |
| 2009/10            | Panthrakikos       | Superleague Ellada        | 12      | 3     | 3              | 0              | 0                   | 0                   | 15      | 3       |
| 2010/11            | Panthrakikos       | Futbol Liuk               | 16      | 2     | 1              | 0              | 0                   | 0                   | 17      | 2       |
| 2010/11            | OFI                | Futbol Liuk               | 18      | 3     | 0              | 0              | 0                   | 0                   | 18      | 3       |
| 2011/12            | OFI                | Superleague Ellada        | 23      | 6     | 5              | 1              | 0                   | 0                   | 28      | 7       |
| 2012/13            | Apollon Limassol   | Protathlima A’ Kategorias | 26      | 9     | 6              | 2              | 0                   | 0                   | 32      | 11      |
| 2013/14            | Apollon Limassol   | Protathlima A’ Kategorias | 29      | 12    | 5              | 1              | 7                   | 1                   | 41      | 14      |
| Łącznie w karierze | Łącznie w karierze | Łącznie w karierze        | 143     | 38    | 20             | 4              | 7                   | 1                   | 170     | 43      |

Statystyki na dzień: 18 maja 2014

## Tytuły
Apollon Limassol
- Puchar Cypru w piłce nożnej: 2012/13, 2015/16, 2016/17
- Superpuchar Cypru w piłce nożnej: 2016